# Swan Lake Township (comté de Pocahontas, Iowa)
Pour les articles homonymes, voir Swan Lake Township.
Swan Lake Township est un township du comté de Pocahontas en Iowa, aux États-Unis,.
Il est fondé en 1871 et nommé Swan Lake, en référence au lac du même nom.

## Source de la traduction
- (en) Cet article est partiellement ou en totalité issu de l’article de Wikipédia en anglais intitulé « Swan Lake Township, Pocahontas County, Iowa » (voir la liste des auteurs).